# سون جي يون
سون جي يون (بالكورية: 손지윤)‏ هي ممثلة كورية جنوبية، ولدت يوم 18 فبراير 1983 في سول في كوريا الجنوبية. 

## روابط خارجية
- سون جي يون على موقع IMDb (الإنجليزية)